# K函数
K函数是hyper阶乘函数在复数上的扩展，如同Γ函数是阶乘函数在复数上的扩展。
K函数的定义为：
{\displaystyle K(z)=(2\pi )^{(-z-1)/2}\exp \left[{\begin{pmatrix}z\\2\end{pmatrix}}+\int _{0}^{z-1}\ln(t!)\,dt\right].}
还可以写成闭合形式：
{\displaystyle K(z)=\exp \left[\zeta ^{\prime }(-1,z)-\zeta ^{\prime }(-1)\right].}
其中，{\displaystyle \zeta ^{\prime }(z)}表示黎曼ζ函數的导函数，而{\displaystyle \zeta ^{\prime }(a,z)}则表示赫爾維茨ζ函数的导函数，即
{\displaystyle \zeta ^{\prime }(a,z)\ {\stackrel {\mathrm {def} }{=}}\ \left[{\frac {d\zeta (s,z)}{ds}}\right]_{s=a}.}
另一种使用多伽玛函数的表示形式是：
{\displaystyle K(z)=\exp \left(\psi ^{(-2)}(z)+{\frac {z^{2}-z}{2}}-{\frac {z}{2}}\ln(2\pi )\right).}
或者使用广义多伽玛函数表示为：
{\displaystyle K(z)=Ae^{\psi (-2,z)+{\frac {z^{2}-z}{2}}}.}
其中A表示格莱舍常数（Glaisher constant）。
K函数与Γ函数和巴尼斯G函数关系密切。对于自然数n，我们有：
{\displaystyle K(n)={\frac {(\Gamma (n))^{n-1}}{G(n)}}.}
还可以更简单地写为：
{\displaystyle K(n+1)=1^{1}\,2^{2}\,3^{3}\cdots n^{n}.}
前几项为：1、4、108、27648、86400000、4031078400000、3319766398771200000……(OEIS中的第A002109号数列).